# Abies nephrolepis
Abies nephrolepis (ялиця маньчжурська) — вид ялиць родини соснових.

## Поширення, екологія
Країни проживання: Китай (Хебей, Хейлунцзян, Цзілінь, Ляонін, Шеньсі); Корейська Народно-Демократична Республіка; Російська Федерація (Амурська, Хабаровськ, Приморьє). Це є одним з видів з низько- і середньо- високих гір, розташованих на висоті від 500 м до 700 м над рівнем моря у Сибіру на північній межі ареалу, та між 750 м і 2000 м над рівнем моря на північному сході Китаю. Цей вид росте на різних добре осушених гірських ґрунтах. Клімат холодний, з коротким, прохолодним і вологим літом і тривалою холодною зимою. Велика частина річних опадів це сніг. Зазвичай пов'язаний з іншими хвойними, наприклад Pinus koraiensis і Picea jezoensis; також з Pinus pumila і Juniperus sabina var. davurica на височинах (приморські провінції Далекого Сходу); у глибину континенту з Picea obovata, Larix gmelinii, Pinus sibirica чи Abies sibirica. Betula і Sorbus amurensis основні пов'язані широколисті дерева.

## Морфологія

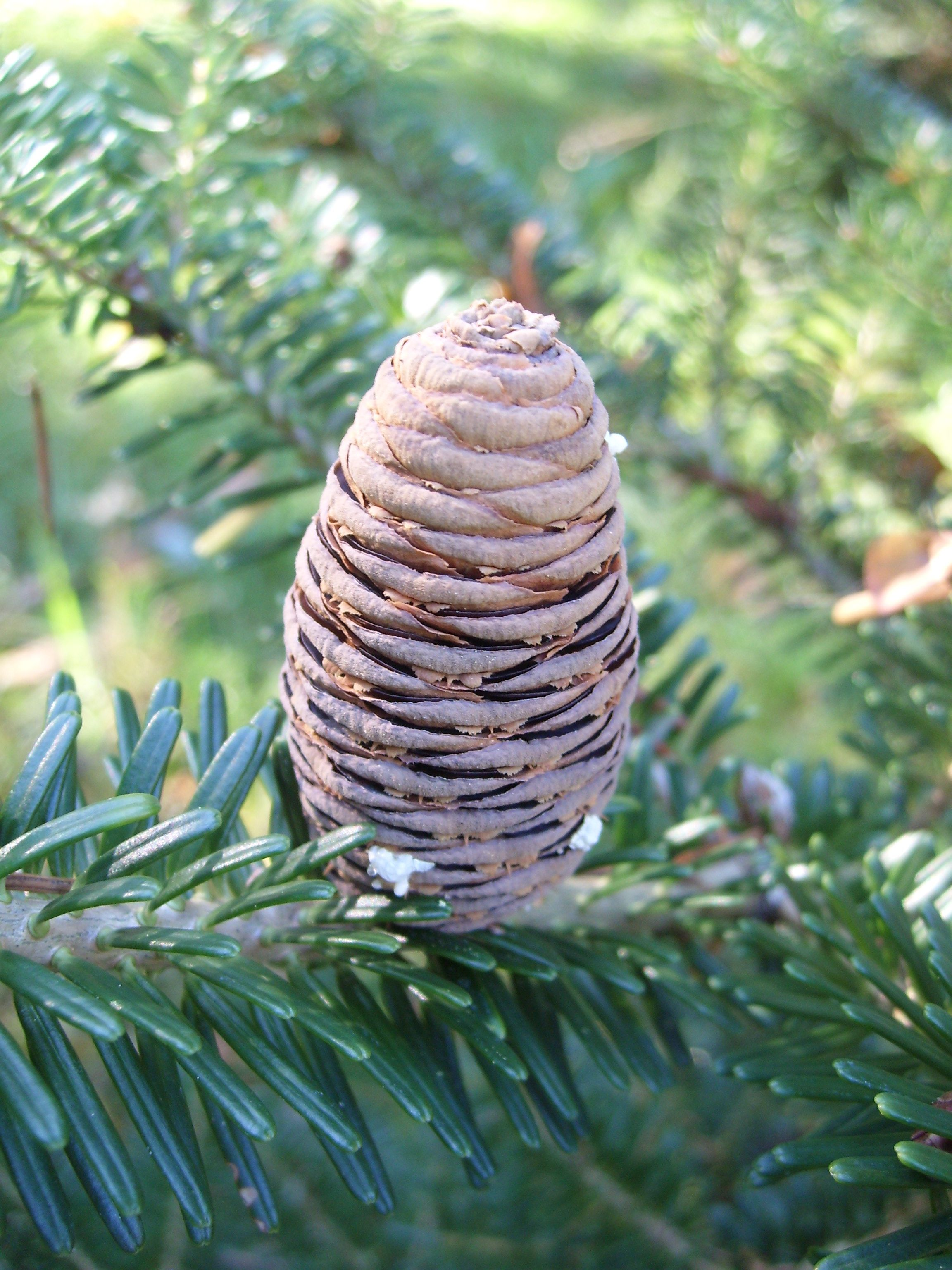
шишка

Вічнозелене однодомне дерево 30–35 м заввишки і 100—120 см діаметром на рівні грудей з круглим циліндричним стовбуром. Гілки першого порядку горизонтальні (висхідні у верхній частині крони, опущені в нижній); гілки другого порядку горизонтальні, щоб сформувати конічну або овальну крону, що ущільнюється і може стати нерівною у міру старіння дерева. Кора спочатку гладка, від світло-сірого до сіро-коричневого кольору, розтріскується й темніє з віком. Листки тьмяні сіро-зелені, розміром 1–2.5(3) см × 2 мм, лінійні, на вершині від зубчастих до загострених. 
Пилкові шишки бічні, жовто-зелені. Насіннєві шишки бічні, прямостоячі, циліндричні, тупі, розміром 4,5–7,5 × 2–3,5 см, фіолетові під час зрілості тьмяно-коричневі. Насіння обернено-яйцювато-клиноподібне, розміром 5 × 3 мм, чорне, з короткими чорнуватими 6 × 5 мм розміром крилами.

## Використання
Є важливим дерево деревини на північному сході Китаю і в Кореї. Його деревина використовується в столярних цілях і для фанери і шпону. У садівництві, він був введений у Великій Британії в 1908 році з ботанічного саду в Санкт-Петербурзі. Залишається рідко представленим у садівництві видом, який чутливий до впливу пізніх весняних заморозків у країнах з атлантичним морським кліматом.

## Загрози та охорона
Вирубка є головною загрозою. Частини ареалу цього виду є на території охоронних районів, але більша частина знаходиться за межами таких.